# Burgstall Altenburg (Hohenthann)
Der Burgstall Altenburg ist eine abgegangene mittelalterliche Höhenburg auf 455 m ü. NN im gleichnamigen Ortsteil der Gemeinde Hohenthann im niederbayerischen Landkreis Landshut. Von der ehemaligen Burganlage ist nur noch die Kapelle St. Georg erhalten, die im Kern auf einen romanischen Bau aus dem 13. oder 14. Jahrhundert zurückgeht. Der Burgstall ist als Bodendenkmal mit der Nummer D-2-7338-0186 vom Bayerischen Landesamt für Denkmalpflege erfasst, die Kapelle als Baudenkmal mit der Nummer D-2-74-141-6.

## Lage
Der Einödhof Altenburg liegt auf einem Geländesporn oberhalb des Tals der Kleinen Laber, knapp zwei Kilometer nordwestlich des Ortszentrums von Hohenthann. Nur rund fünfhundert Meter entfernt liegt die Wallfahrtskirche Heiligenbrunn; rund siebenhundert Meter entfernt befindet sich das ehemalige Schloss Türkenfeld, von dem ebenfalls nur die Kapelle erhalten ist.

## Geschichte
Die Gegend um das heutige Altenburg scheint bereits sehr früh besiedelt worden zu sein. Davon zeugt zum Beispiel ein vorgeschichtliches Grabhügelfeld an der Abzweigung von der Staatsstraße 2143 zwischen Hohenthann und Rottenburg an der Laaber. Im Mittelalter muss dort eine Burg gestanden haben. Im 12. Jahrhundert tritt erstmals das Geschlecht der Altenburger, Ministerialen der Grafen von Moosburg, auf. Wie lange es blühte, ist unklar, da gleichnamige Edle auch anderswo vorkommen. 1235 war die Burg im Besitz des Deutschen Hauses in Regensburg, das sie den Bauern als Lehen gab. Im 17. Jahrhundert besaß Matthias Hueber in Altenburg einen Hof mit erlangter Erbgerechtigkeit, der noch immer im Besitz der Regensburger Deutschordenskommende war.
Die Burg scheint schon sehr früh abgegangen zu sein. Die ehemalige Burgkapelle ist noch erhalten. Sie stammt im Kern aus dem 13. oder 14. Jahrhundert und wurde im 19. Jahrhundert um einen Spitzhelm ergänzt.

## Burgkapelle St. Georg
Die dem heiligen Georg geweihte Kapelle ist ein kleiner romanischer Saalbau mit Dachreiter auf der Ostseite über dem Chor. Das Türmchen besitzt einen Spitzhelm mit Kreuz, welcher vermutlich im 19. Jahrhundert ergänzt wurde. Der verputzte Backsteinbau ist außen nahezu ungegliedert. Das Südportal ist in Form eines gefasten Rundbogens ausgeführt und befindet sich innerhalb einer rechteckigen Mauerverstärkung. Das Kirchenschiff umfasst zwei Fensterachsen und besitzt eine flache Holzdecke. Der kaum eingezogene, rechteckige Chor wird von einem barocken Kreuzgewölbe überspannt. Den Übergang zwischen Chor und Schiff vermittelt ein gedrückter, gefaster Chorbogen. An der Nordwand im Schiff befinden sich zwei rundbogige Blendarkaden mit rechteckigem Mittelpfeiler. Die Fenster schließen oben und unten mit einem eingezogenen Rundbogen ab.
Der viersäulige Hochaltar mit Segmentbogengiebel ist barock und trägt auf der Rückseite die Jahreszahl 1701. Gleichwohl ist es unwahrscheinlich, dass der Altar etwas älter ist. Auf dem Altarblatt ist der heilige Georg zu Pferde dargestellt. Bemerkenswert ist die Bestuhlung des Kirchenraumes in Form zweier Balkenroste links und rechts des Mittelgangs. Weitere einfache Sitzbalken befinden sich an den Chorwänden und an der Westwand. Von besonderer Bedeutung sind außerdem die beiden Glocken im Dachreiter im Kapelle. Eine davon besitzt einen Flechtwerkshenkel und trägt die Jahreszahl 1461. Als im Zweiten Weltkrieg viele Kirchenglocken beschlagnahmt wurde, läutete diese alte Glocke im Turm der Hohenthanner Kirche.

## Bildergalerie

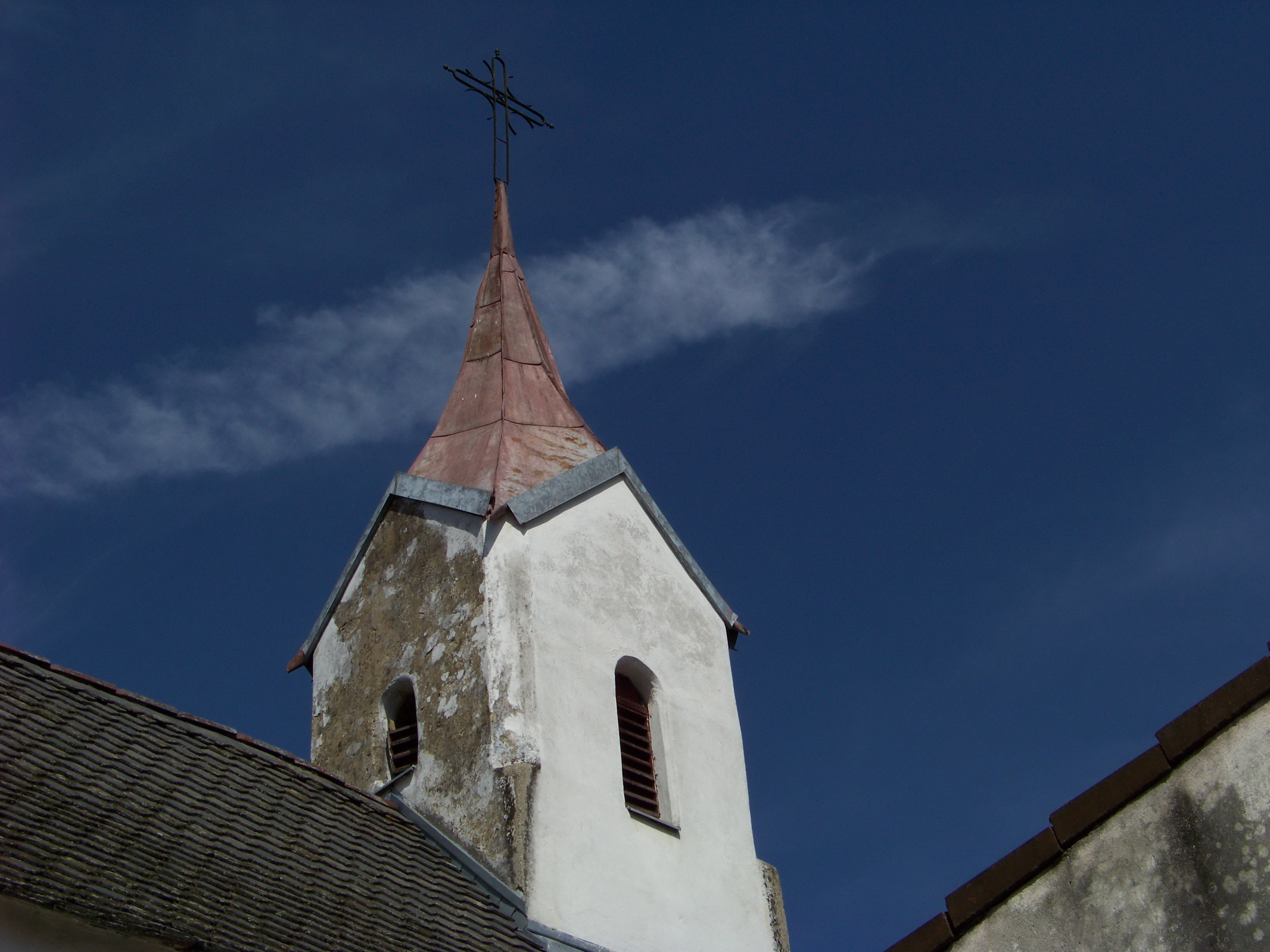
Dachreiter der Kirche St. Georg
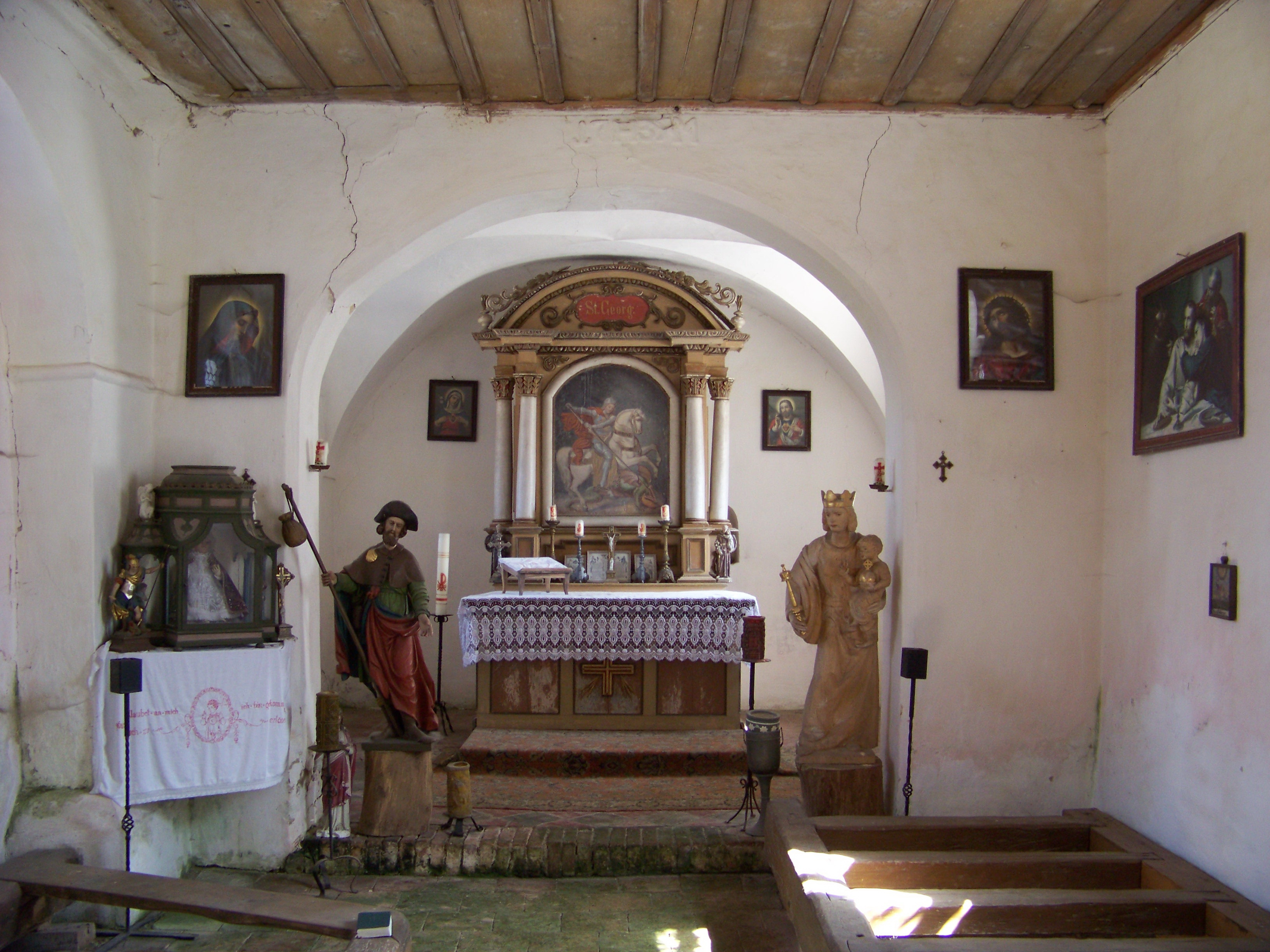
Innenraum der Kirche St. Georg
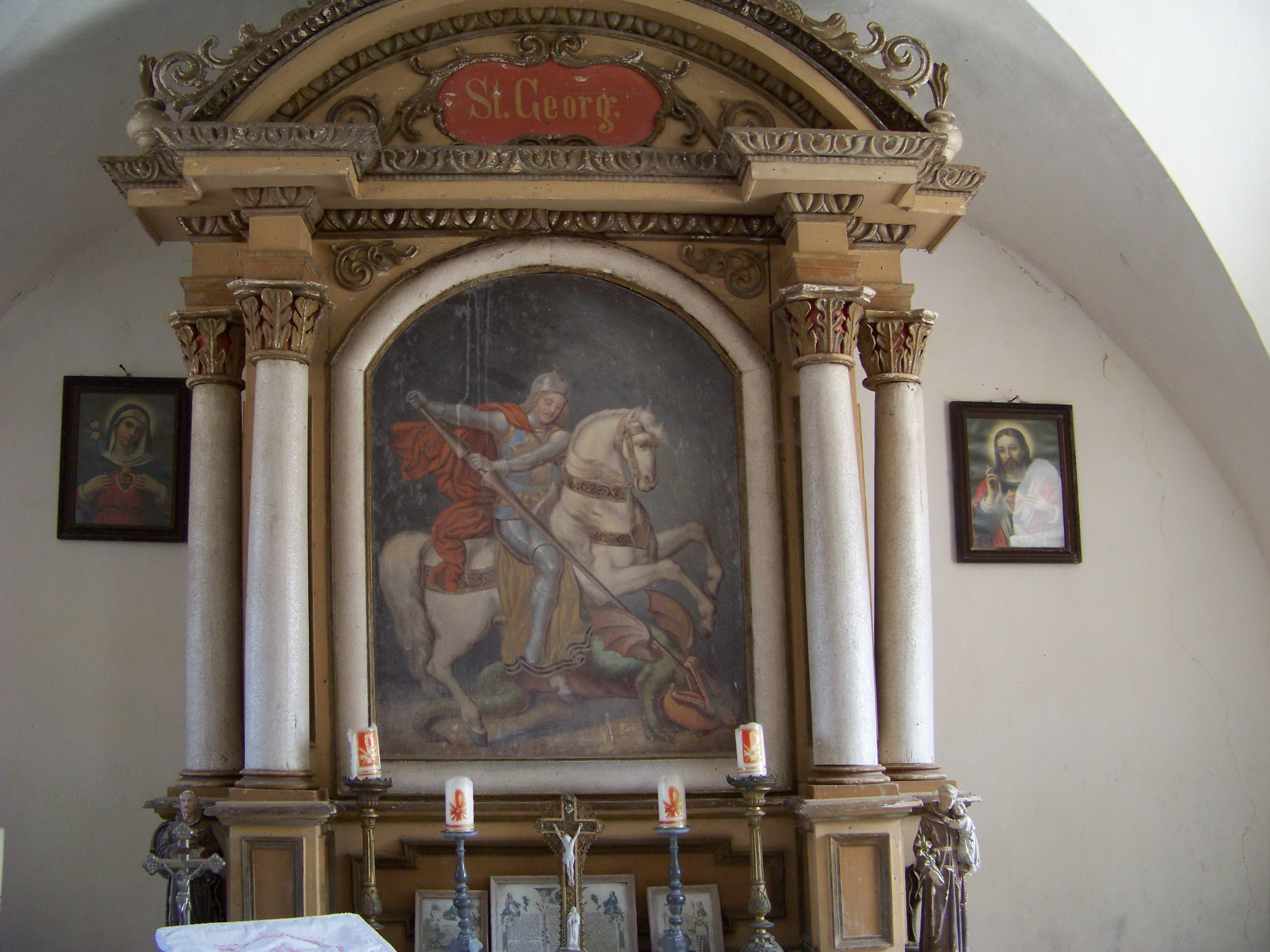
Hochaltar mit Darstellung des Hl. Georg
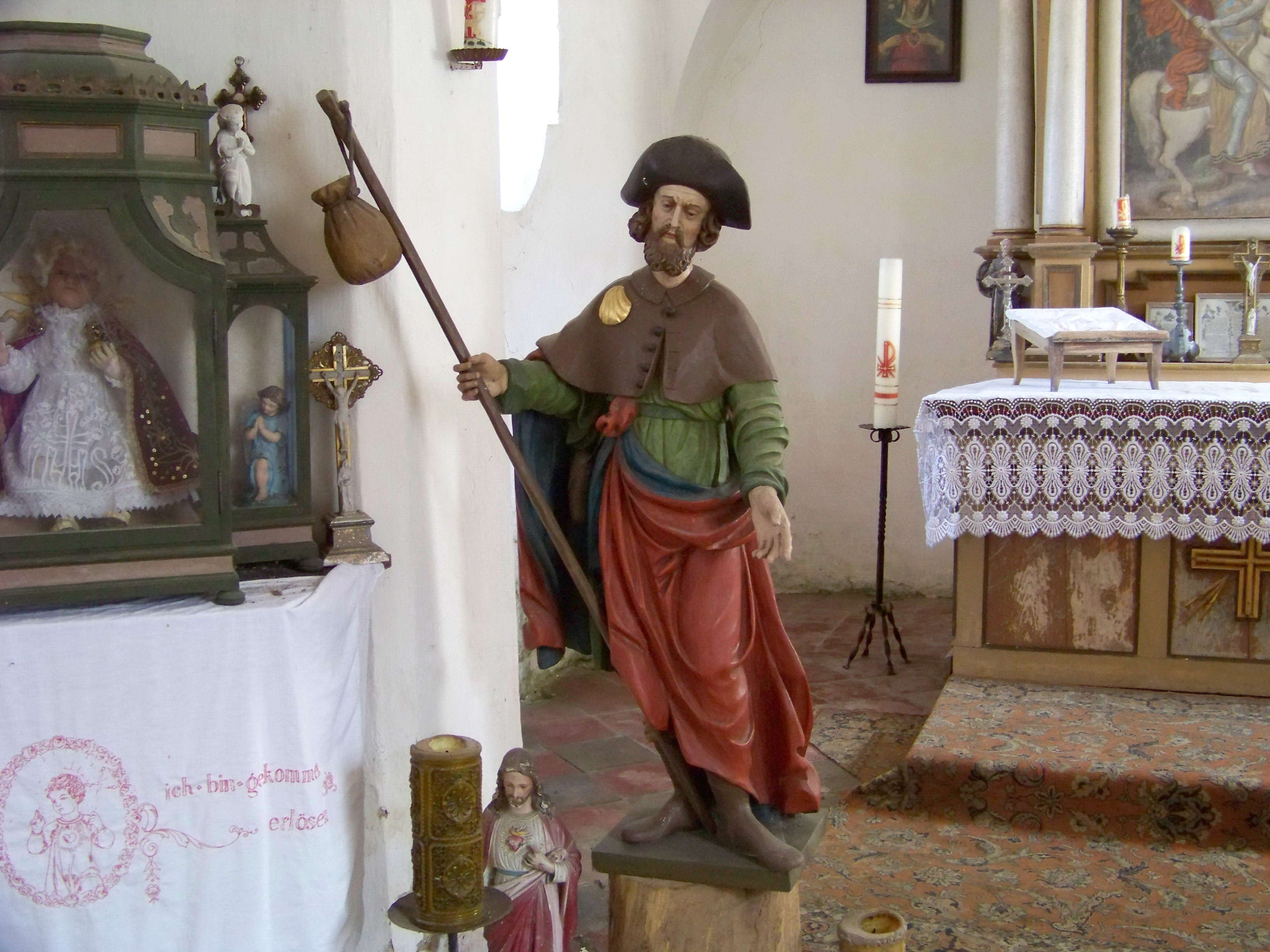
Figur des Hl. Jakobus des Älteren
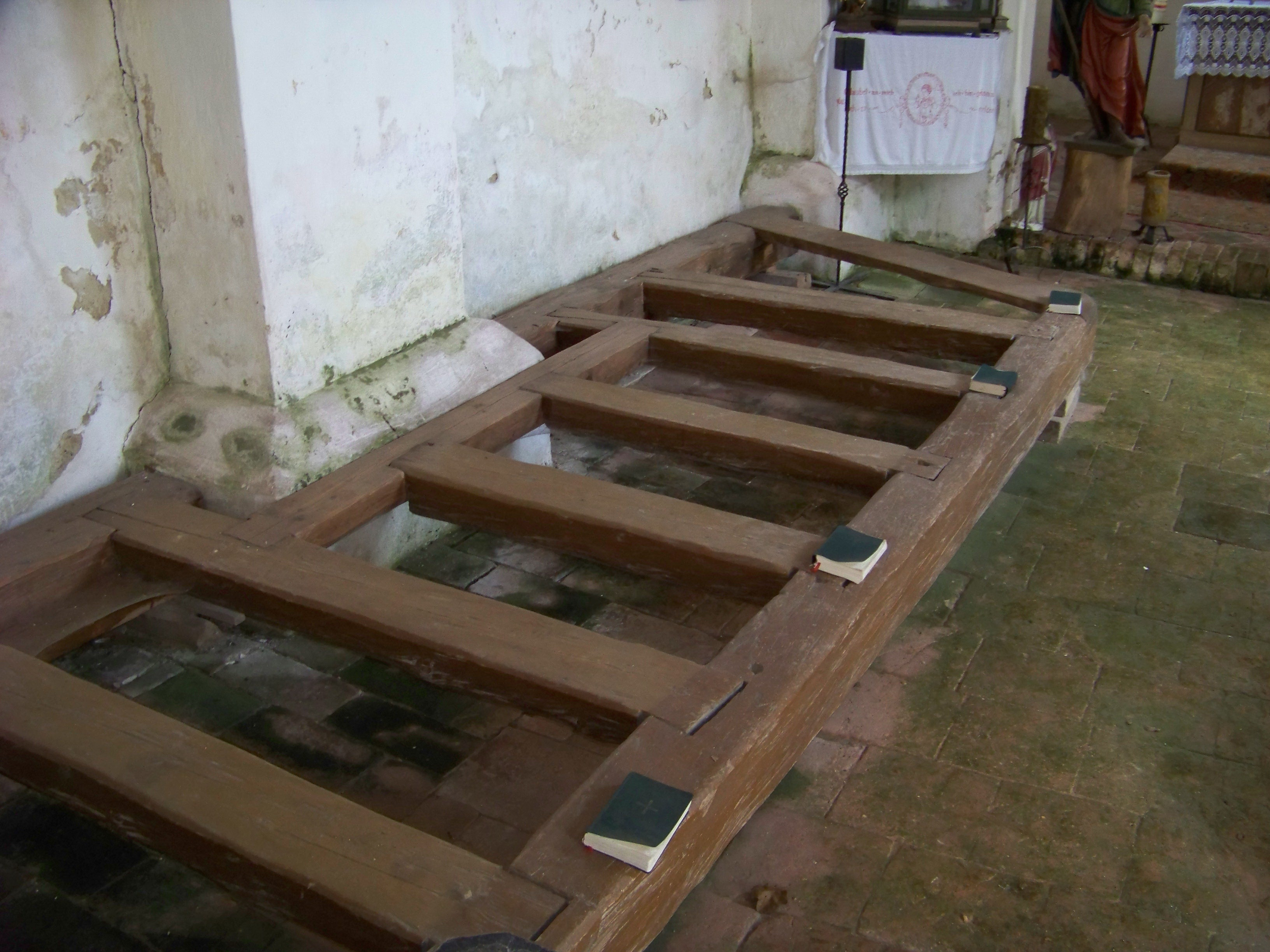
Balkenrost im Innenraum der Kirche St. Georg